# Shirley Washington
Shirley Washington (* zwischen 1947 und 1951) ist eine US-amerikanische ehemalige Schauspielerin und Model.

## Leben
Washington konnte sechs Schönheitswettbewerbe gewinnen, darunter den Titel der Miss Black America im Jahr 1969.
Anfang der 1970er Jahre debütierte sie in einer Episode der Fernsehserie  Kobra, übernehmen Sie. Zwei Jahre später erhielt sie eine weitere Episodenrolle in der Fernsehserie. 1973 übernahm sie im Actionfilm Liebesgrüße aus Fernost die Rolle der Maggie. In den nächsten Jahren folgten weitere Besetzungen in Spielfilmen. Episodenrollen in Fernsehserien übernahm sie in Sanford and Son, Make-Up und Pistolen und The Redd Foxx Show. 1980 hatte sie eine Besetzung im Spielfilm Melvin und Howard.
Washington ist mit Harold McCoy verheiratet. Die beiden sind Eltern eines Kindes.

## Filmografie
- 1970: Kobra, übernehmen Sie (Mission: Impossible) (Fernsehserie, Episode 5x05)
- 1972: Kobra, übernehmen Sie (Mission: Impossible) (Fernsehserie, Episode 7x13)
- 1972: Dead End Dolls
- 1973: Liebesgrüße aus Fernost (Wonder Women)
- 1973: Black Kung Fu
- 1974: Bamboo Gods and Iron Men
- 1974: TNT Jackson
- 1975: Darktown Strutters
- 1976: Sanford and Son (Fernsehserie, Episode 6x11)
- 1977: Terror 9000
- 1977: Make-Up und Pistolen (Police Woman) (Fernsehserie, Episode 4x04)
- 1980: Melvin und Howard (Melvin and Howard)
- 1986: The Redd Foxx Show (Fernsehserie, Episode 1x12)